# Clematis intricata
Clematis intricata är en ranunkelväxtart som beskrevs av Aleksandr Andrejevitj Bunge. Clematis intricata ingår i släktet klematisar, och familjen ranunkelväxter.

## Underarter
Arten delas in i följande underarter:
- C. i. intrapuberula
- C. i. purpurea